# トマエ関数

区間(0,1)においてトマエ関数をプロットしたもの

トマエ関数とは、カール・ヨハネス・トメ にちなんで名づけられた関数であり、ポップコーン関数、雨滴関数などの多くの別名を持ち、次のように定義される。
{\displaystyle f(x)={\begin{cases}1/q&(x=p/q,\ x\in \mathbb {Q} \setminus \{0\},\ p\in \mathbb {Z} ,\ q\in \mathbb {N} ,\ \gcd(p,q)=1),\\1&(x=0),\\0&(x\in \mathbb {R} \setminus \mathbb {Q} ).\end{cases}}}
この関数は各有理数において不連続である一方で、各無理数において連続である。このように不連続点が稠密で無限個あるにもかかわらず、（定義式の似ているディリクレの関数とは異なり）この関数は区間 [0, 1] 上でリーマン積分可能であることが示せる（{\displaystyle \textstyle \int _{0}^{1}f(x)\,dx=0}）。